# Polydore Veirman
Polydore Jules Léon Veirman (ur. 23 lutego 1881 w Gandawie, zm. w 1951) – belgijski wioślarz, dwukrotny medalista olimpijski.
Wystąpił na igrzyskach olimpijskich w Londynie w 1908, gdzie belgijska osada Royal Club Nautique de Gand w składzie: Oscar Taelman, Marcel Morimont, Rémy Orban, Georges Mys, François Vergucht, Polydore Veirman, Oscar Dessomville, Rodolphe Poma i Alfred Van Landeghem (sternik) zdobyła srebrny medal w ósemkach ze sternikiem. Do złotych medalistów, Brytyjczyków z Leander Club, Belgowie stracili dwie długości łódki. Na rozgrywanych cztery lata później igrzyskach olimpijskich w Sztokholmie wywalczył srebrny medal w jedynkach. W finale tych zawodów o 8,7 sekundy wyprzedził go Brytyjczyk Wally Kinnear.
Ponadto zdobywał złote medale w ósemkach na mistrzostwach Europy w Zurychu (1901), mistrzostwach Europy w Strasburgu (1907) i mistrzostwach Europy w Lucernie (1908); srebrne w czwórkach ze sternikiem na mistrzostwach Europy w Lucernie (1908) i mistrzostwach Europy w Paryżu (1909) oraz srebro na mistrzostwach Europy w Como (1911) i złoto na mistrzostwach Europy w Genewie (1912) w jedynkach.